# Acontia evanescens
Acontia evanescens là một loài bướm đêm trong họ Noctuidae.